# 羅倫 (明朝)
羅倫（1431年—1478年），字彝正，號一峰，江西永豐人，明朝政治人物，成化丙戌狀元，官翰林院修撰。

## 生平
明朝成化二年（1466年），與上對策萬餘言，直斥時弊、名震帝都，擢進士第一，為狀元，授翰林院修撰。因嘲諷大學士李賢奪情，不守喪，被貶。後又因大學士商輅保荐而起用。
兩年後告病回鄉，不復仕。於金牛山著書講學，學者甚眾。卒贈左春坊諭德，諡文毅。

## 著作
著有《一峰集》。

## 紀念
臺灣嘉義縣東石鄉先天宮奉羅倫為羅府千歲，盛享香火。